# Jiao'ao de Jiangjun
Jiao'ao de Jiangjun (xinès simplificat: 骄傲的将军, pinyin: Jiāo'ào de Jiāngjūn, literalment 'El General Arrogant') és un curtmetratge d'animació xinés produït pel Shanghai Animation Film Studio i dirigit per Te Wei.
La pel·lícula està fortament influenciada per Disney des del punt de vista del disseny de personatges, el moviment i la narració. La música deriva de l'Òpera de Pequín i la vestimenta, l’arquitectura i l’atrezzo tenen una forta influència cultural xinesa.
Es considera la primera pel·lícula de l'edat daurada de l'animació xinesa en explorar les temàtiques i estètiques pròpies del país, en contraposició a l'anterior Wuya Wei Shenme Shi Heide. Es diu que aquella pel·lícula guanyà un premi al Festival de Venècia però va ser confosa amb una producció soviètica, motiu pel qual a partir d'aquell moment es produeix una recerca d'un estil d'animació xinés que pouara de la tradició artística pròpia. El cert és que Jiao'ao de Jiangjun va ser la primera de les produccions de l'Estudi de Shanghai en tindre un estil propi, però segons Pu Jiaxiang, la pel·lícula ja estava en producció en 1955, i es va suspendre la realització en caure malalt el director. És llavors quan es comença a treballar en Wuya Wei Shenme Shi Heide, que rep el premi quan Jiao'ao de Jiangjun ja està pràcticament finalitzada. Sembla que la decisió de Te Wei de seguir un estil propi es va prendre mentre es finalitzava la pel·lícula, una vegada ja s'havia recuperat de la malaltia. També la pel·lícula de titelles Shen Bi, que és anterior, representa el nou estil nacional.
Inicialment se la va considerar una narració antiquada inspirada en històries folklòriques, però al poc se la va alabar en considerar-se una metàfora del Partit Comunista.